# Big band Orkestra Slovenske vojske feat. Vlatko Stefanovski
Big band Orkestra Slovenske vojske feat. Vlatko Stefanovski je album Big banda Orkestra Slovenske vojske skupaj s solistom Vlatkom Stefanovskim, ki je bil posnet v živo 20. junija 2015 na Kongresnem trgu v Ljubljani in je izšel na glasbeni CD plošči in DVD-ju leta 2016 pri založbi ZKP RTV Slovenija.
Albumu je priložena tudi knjižica s predstavitvami orkestra in solista.
Izšel je ob 20-letnici Orkestra Slovenske vojske.

## Seznam posnetkov
| Št.             | Naslov                                          | Besedilo        | Glasba                                                                | Priredba                     | Dolžina |
| --------------- | ----------------------------------------------- | --------------- | --------------------------------------------------------------------- | ---------------------------- | ------- |
| 1.              | „A few good men‟                                |                 | G. Goodwin                                                            | G. Goodwin                   | 5:39    |
| 2.              | „Sing, sang, sung‟                              |                 | G. Goodwin                                                            | G. Goodwin                   | 5:58    |
| 3.              | „Stratus‟                                       |                 | B. Cobham                                                             | P. Urek                      | 4:34    |
| 4.              | „Gypsy song‟                                    | V. Stefanovski  | V. Stefanovski                                                        | I. Leitinger                 | 5:46    |
| 5.              | „Koljo‟                                         |                 | traditional                                                           | J. Privšek                   | 6:14    |
| 6.              | „Zrejlo je žito‟                                |                 | traditional                                                           | R. Gas                       | 5:37    |
| 7.              | „SUITA QUASI BALKANIKA: Lament‟                 |                 | I. Leitinger                                                          | I. Leitinger                 | 7:11    |
| 8.              | „SUITA QUASI BALKANIKA: Ući me majko, karaj me‟ |                 | I. Leitinger                                                          | I. Leitinger, V. Stefanovski | 9:44    |
| 9.              | „SUITA QUASI BALKANIKA: Drum & Bass‟            |                 | I. Leitinger                                                          | I. Leitinger                 | 5:03    |
| 10.             | „Jovano Jovanke‟                                |                 | traditional                                                           | P. Urek                      | 5:22    |
| 11.             | „Kalajdžisko oro‟                               |                 | traditional                                                           | I. Leitinger                 | 5:14    |
| 12.             | „Pick up the pieces‟                            |                 | R. Ball, R. McIntosh, M. Duncan, J. H. Stuart, A. Gorrie, O. McIntyre | A. Mardin                    | 8:34    |
| Skupna dolžina: | Skupna dolžina:                                 | Skupna dolžina: | Skupna dolžina:                                                       | Skupna dolžina:              | 74:59   |

## Sodelujoči

### Big band Orkestra Slovenske vojske
- Rudolf Strnad – dirigent

### Solisti
- Gašper Kržmanc – kitara na posnetku 1
- Tomaž Zlobko – altovski saksofon na posnetku 1 in sopranski saksofon na posnetku 5
- Aljoša Deferri – klarinet na posnetku 2
- Dominik Krajnčan – trobenta na posnetkih 2 in 8
- Vlatko Stefanovski – kitara in vokal na posnetkih 3 do 12
- Janez Dovč – harmonika na posnetku 8
- Jaka Janežič – tenorski saksofon na posnetku 12

### Produkcija
- Rudolf Strnad – producent, dodatno snemanje, mešanje in montaža
- Mitja Krže – tonski mojster
- Martin Žvelc – masteriranje
- Dominik Černelič (domDesign) – oblikovanje
- Miro Majcen – fotografija